# Alter Basar (Korça)

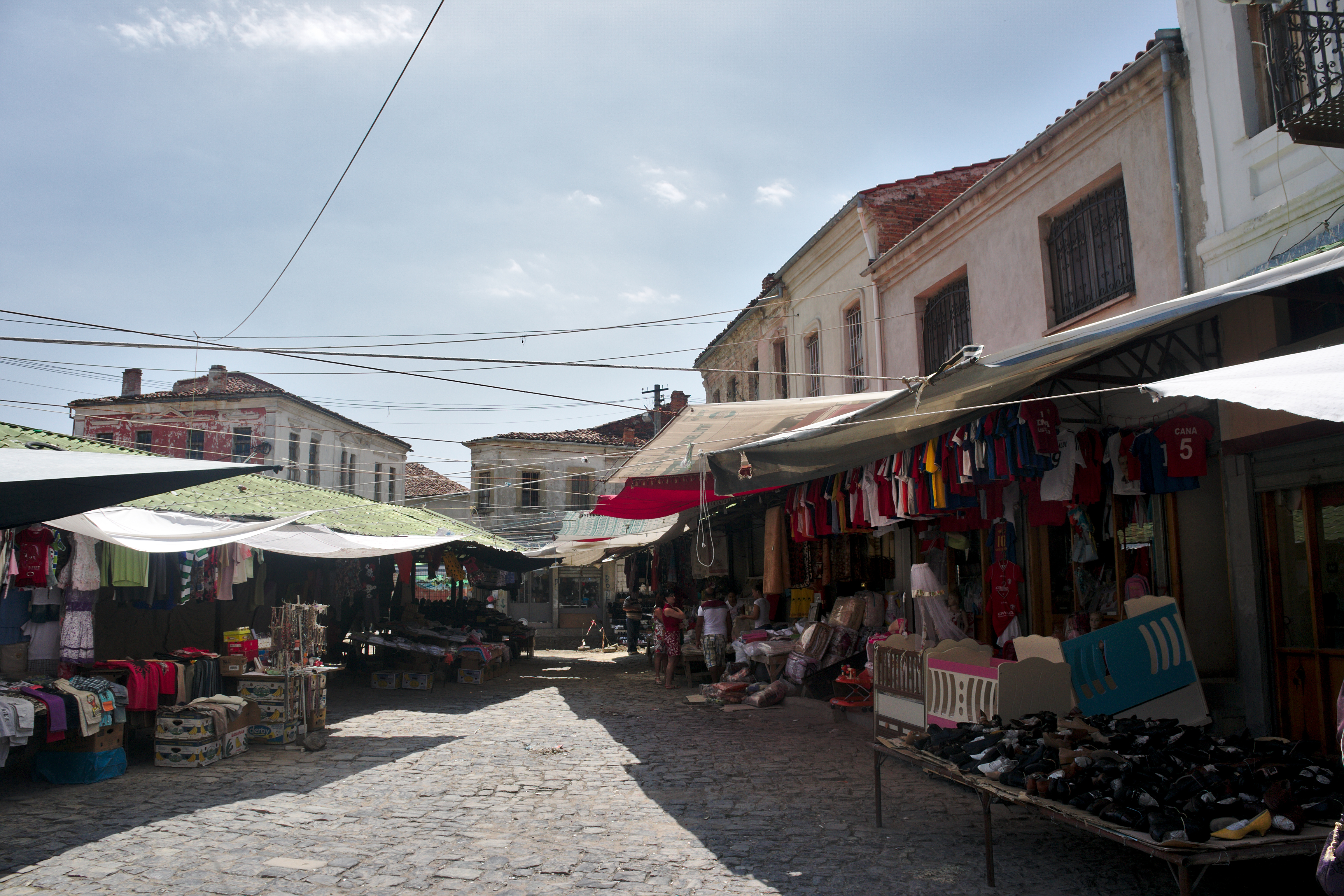
Gasse des Alten Basars

Der Alte Basar von Korça (albanisch Pazari i Vjetër) ist das historische Basar-Viertel aus osmanischer Ära der Stadt Korça in Albanien. Am südlichen Ende des Viertels stehen die Moschee des Ilyas Mirahor, die erste der Stadt und eine der ältesten des Landes, sowie der nachgebaute Uhrturm von Korça.
Das alte Handels- und Marktviertel befindet sich westlich der Innenstadt und lag früher außerhalb der Stadt, um diese vor Feuergefahr und dem Lärm des Markttreibens zu schützen. Einst ein Treffpunkt für Kaufleute aus der Türkei, Griechenland, Venedig und Triest, sind heute viele Häuser des Basars verfallen oder vernachlässigt.
Korça entwickelte sich erst in der zweiten Hälfte des 18. Jahrhunderts zum Handelsort, nachdem die benachbarte Stadt Voskopoja zerstört worden war. Der Basar ist über die Jahrhunderte mehrfach in großen Teilen abgebrannt. Allein im 19. Jahrhundert gab es vier große Brände. Nach dem Feuer von 1879 wurden die Häuser aus Stein neu errichtet und nicht wie zuvor aus Holz. Seine Blütezeit hatte der Basar im 19. und frühen 20. Jahrhundert, als über 1000 Läden anzutreffen waren. Das Basar-Viertel besteht aus Gassen, zwei weiten Plätzen und meist zweistöckigen Gebäuden auf einer Fläche von etwas über hundert auf zweihundert Metern. Die Häuser besaßen im Erdgeschoss Läden und Werkstätten, darüber Wohnungen. Die Gassen und Plätze haben in den letzten Jahren teilweise ein neues Straßenpflaster erhalten.
Der Markt verlor seine Bedeutung, als die Kommunisten nach dem Zweiten Weltkrieg den Handel verstaatlichten. Das Viertel war ursprünglich größer als heute: Die Straße, die heute den Basar östlich begrenzt, war früher ein Flusslauf; das Basarviertel erstreckte sich zu beiden Seiten und war mit Brücken verbunden. Einst gab es am Basar 18 Hane (Karawansereien), die als Unterkünfte für die reisenden Kaufleute und als Marktplätze dienten. Jeder Han war vor allem für Handelsreisende aus einer bestimmten Region gedacht. Erhalten sind nur noch drei: der Han i Gjelit, der Han i Manastirit und der Elbasan-Han. Die beiden letztgenannten Gebäude waren um einen Innenhof angelegt. Der Elbasan-Han hat einen fünfeckigen Innenhof mit Brunnen; im Erdgeschoss befanden sich Lagerräume und Ställe, darüber die Gästekammern. Er dient noch heute als einfache Unterkunft. Der nach Bitola benannte Han i Manastirit mit seinem rechteckigen Innenhof wurde zum Teil als Ausstellungsraum genutzt. Vor einigen Jahren wurde dieses Gebäude ohne Rücksicht auf die historische Substanz erneuert und in ein Einkaufszentrum gewandelt.

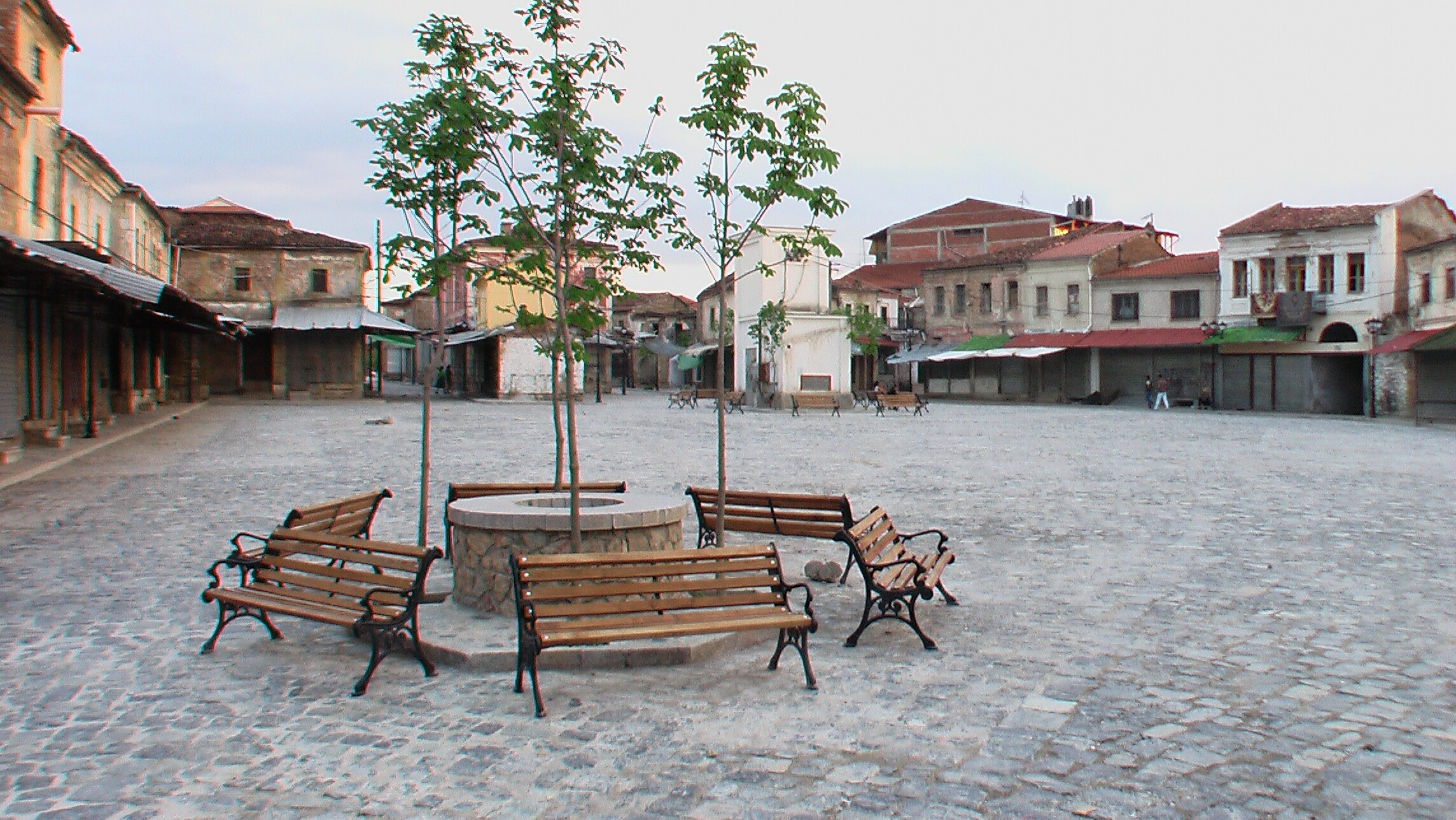
Restaurierter Platz abends nach „Ladenschluss“

Der alte Basar ist als nationales Kulturgut geschützt. In den 1980er Jahren wurden auch erste Restaurierungsarbeiten durchgeführt. Trotzdem sind viele Häuser in einem sehr schlechten Erhaltungszustand; einzelne sind während der letzten Jahre auch eingestürzt.  Im Sommer 2014 kündigten die Behörden an, dass im Rahmen eines Erneuerungsprogramms für die Stadt Korça rund 130 Gebäude des Basars erneuert werden sollten, insbesondere um ihn auch für Touristen attraktiv zu machen. 2017 wurde die Erneuerung des Basars, die rund 1,7 Millionen US-$ gekostet und die Sanierung zahlreicher historischer Häuser beinhaltet hat, abgeschlossen.
Noch bis ins 21. Jahrhundert hinein fand im alten Basar jeden Vormittag ein Markt statt. Bauern aus der Umgebung von Korça verkauften Gemüse und Tiere und Händler boten billige importierte Plastikwaren, Kleidung und Haushaltsgeräte an. Die Bewohner der Häuser waren meist sehr arm, darunter viele Roma.
Nach der Restaurierung des Markts wurde 2017 wiederholt beklagt, dass der Bazar seinen ursprünglichen Charakter verloren habe. Es fehle das Markttreiben, und die Mehrzahl der Geschäftslokale, die nur für rund 20 verschiedene Geschäftsaktivitäten zur Verfügung stehen, seien unvermietet. Um den zentralen Platz haben sich zwar einige Cafés und Restaurants angesiedelt, der Rest des Areals sei aber mehrheitlich ungenutzt.
Die meisten Häuser sind in privatem Besitz, aber oft sind die Eigentümerrechte problematisch.